# Homecoming (Masters of Horror)
Homecoming is een horrorfilm uit 2005 van regisseur Joe Dante. Het vormt het zesde deel uit de eerste serie van de filmreeks Masters of Horror. Dante bewerkte voor Homecoming het korte boek ('novelette') Death and Suffrage van Dale Bailey tot een politieke filmsatire.

## Verhaal
David Murch (Jon Tenney) en Jane Cleaver (Thea Gill) werken als spindoctors voor de Republikeinse Partij in de Amerikaanse politiek. Tegen beter weten in, verkopen ze een - ongespecificeerde - zinloze oorlog in de media als goed beleid van de op korte termijn te herverkiezen president. Ondertussen komt de ene na de andere lading gesneuvelde militairen binnen op de militaire basis. Het gaat fout wanneer Murch live op televisie een praatje houdt waarin hij wenst dat hij zou willen dat de overleden militairen zouden kunnen terugkeren, zodat ze hun steun kunnen uitspreken voor de missie.
In de zaal waar de laatste lichting gesneuvelde militairen binnengebracht zijn, beginnen dan de kisten te bewegen. De ene na de andere dode militair staat op en begint te lopen. In plaats van zich als bloeddorstige, hersenloze zombies te gedragen, blijken de ondoden alleen te willen stemmen in de op dat moment op stapel staande presidentsverkiezingen. De chauvinistische Republikeinen grijpen dit aan als hét bewijs dat God aan hun zijde staat, dat hij zelfs de dode militairen laat opstaan om hun zaak te steunen. Deze patriotten móéten mogen stemmen.
Dan blijken de ondoden te kunnen praten. Een van hen legt een verklaring voor de camera af waarin hij vertelt dat ze zijn teruggekomen om te stemmen tégen de president en zijn zinloze oorlog, waarin zij voor niets omkwamen. Daarop verklaren de Republikeinen de zombiemilitairen tot duivels kwaad. Stemmen moet ze onmogelijk worden gemaakt, vanwege verminderde hersenactiviteit. Murch maakt zich er niettemin hard voor om ze gewoon te laten stemmen. Hij verwacht zo een positieve indruk te maken en dat de paar honderd stemmen die de ondoden samen kunnen uitbrengen weinig uit zullen maken.
Op de dag van de verkiezingen blijkt Murch zich vergist te hebben. Dankzij de stemmen van de ondoden, staat de oppositie voor in de peilingen. De president staat op het punt te verliezen. Daarop grijpen de Republikeinen in. Dankzij manipulatie van het tellen van de stemmen, winnen ze alsnog. Het feestje vanwege de zege is van korte duur. Een golf van verontwaardiging trekt over het - letterlijke - land. Gesneuvelde militairen van ook de Vietnamoorlog, de Koreaanse Oorlog en de Tweede Wereldoorlog staan massaal op uit hun graven en trekken kwaad vanwege het bedrog ten strijde. De regering gaat gedwongen in ballingschap, terwijl de ondoden Washington D.C. overnemen.
De in gewetensnood verkerende Murch schaart zich aan hun zijde. Hij dacht altijd dat zijn oudere broer Philip (Ryan McDonell) onkwam in Vietnam. Nu komt een verdrongen herinnering terug, waaruit blijkt dat hij zelf zijn broer (onopzettelijk) doodschoot. Als klein jongetje speelde hij met het geweer van de getraumatiseerd uit Vietnam teruggekeerde militair. Denkend dat het een spel was, schoot Murch Philip dood. Zijn broer is nu terug, als ondode. Hij vraagt Murch zich bij zijn kant te voegen en draait zijn nek om, waarna Murch zich tijdens de aftiteling als zombie bij de opstandelingen heeft aangesloten.

## Rolverdeling
- Jon Tenney - David Murch
- Thea Gill - Jane Cleaver
- Terry David Mulligan - Marty Clark
- Beverley Breuer - Janet Hofstadter
- Robert Picardo - Kurt Rand
- Ryan McDonell - Philip Murch
- Wanda Cannon - Kathy Hobart
- Sean Carey - Gordon Hofstadter

## Trivia
- Wanneer de doden massaal opstaan uit hun graven na het bedrog tijdens de verkiezingen, zijn de namen op een aantal grafstenen te lezen. Hierop staan onder meer die van (horror)regisseurs Jacques Tourneur, George A. Romero, Jean Yarbrough, Del Tenney, Lucio Fulci, Victor Halperin en Gordon Douglas. Bij het verschijnen van de film waren deze, op Romero en Tenney na, daadwerkelijk overleden.